# John Harsanyi
John Charles Harsanyi (węg. Harsányi János, ur. 29 maja 1920 w Budapeszcie, zm. 9 sierpnia 2000 w Berkeley) – amerykański ekonomista, matematyk i filozof pochodzenia węgierskiego, laureat Nagrody Banku Szwecji im. Alfreda Nobla w dziedzinie ekonomii w 1994 roku.
Studiował na Uniwersytecie im. Loránda Eötvösa w Budapeszcie. W 1956 wyemigrował z Węgier. W latach 1964–1990 wykładał na Uniwersytecie Kalifornijskim w Berkeley. Jednym z jego zainteresowań naukowych była rola etyki i filozofii w kontekście ekonomii w teorii państwa opiekuńczego.
W 1994 otrzymał Nagrodę Banku Szwecji im. Alfreda Nobla razem z Seltenem i Nashem za analizę równowagi w teorii gier przy działaniach w warunkach niepełnej informacji.

## Wybrane publikacje
- John Harsanyi. Games With Incomplete Information Played by Bayesian Players. Part I. „Managment Science”. 14 (3), s. 159–183, 1967. [dostęp 2015-09-11].;  Part II: ibid., 14 (5), s. 320–334; Part III: ibid., 14 (7), s. 486–502.